# پروژه مناظره‌کننده
"پروژه مناظره کننده" project debater یک پروژه هوش مصنوعی IBM، طراحی شده برای شرکت در یک مناظره زنده کامل با مناظره کنندگان متخصص است. این پروژه پروژهٔ واتسون در برنامه مسابقه ای jeopardy! را دنبال می‌کند.

## توسعه
پروژه مناظره‌کننده در آزمایشگاه IBM در حیفه، اسرائیل توسعه داده شد. این پروژه توسط Noam Slonim در سال ۲۰۱۱ به عنوان بزرگترین چالش تحقیقات آی بی ام، پس از پروژه Deep Blue و پیروزی واتسون در Jeopardy پیشنهاد شد! برای اولین بار در یک رویداد رسانه ای برگزار شده در تاریخ ۱۸ ژوئن ۲۰۱۸ در سانفرانسیسکو تحت رهبری رانیات آرونوف و اسلونیم که از آزمایشگاه تحقیقاتی IBM در حیفا، اسرائیل بود، برای اولین بار در معرض دید قرار گرفت.  بحث در مورد هوش مصنوعی توسط دو مناظره کننده انسان به نام‌های Noa Ovadia که قهرمان مناظره سال ۲۰۱۶ اسراییل بود و فردی با نام dan zafir در مقابل ماشین این پروژه صورت گرفت. این دو در مورد موضوعات «ما باید یارانه اکتشافات فضایی» را مورد بحث قرار دهیم و «آیا ما باید استفاده از تله مدیسین را افزایش دهیم» بود.
برای توسعه پروژه مناظره‌کننده، تیم تحقیقاتی آی بی ام باید سیستم با سه قابلیت  آماده‌سازی کند:
- نوشتن و تحویل سخنرانی بر مبنای داده: پروژه مناظره‌کننده اولین تظاهر رایانه ای است که می‌تواند یک منبع بزرگ را خلاصه[۱۲] و با ارائه یک توضیح کوتاه از یک موضوع بحث‌انگیز و نوشتن یک سخنرانی با ساختار خوب و ارائه آن به وضوح و هدف، در حالی که حتی شوخ‌طبعی را در جایی مناسب ارایه می‌دهد.
- درک شنیدن: توانایی شناسایی مفاهیم کلیدی و ادعاهای مخفی در زبان گفتاری به صورت مداوم.
- مدل‌سازی معضلات انسانی: مدل‌سازی دنیای اختلاف نظر و معضلات انسانی با داشتن دانش منحصر به فرد، به سیستم اجازه می‌دهد تا استدلال‌های اصولی را در صورت لزوم پیشنهاد دهد.

تظاهرات پروژه Debater همچنین در ماه ژوئن ۲۰۱۸ در کانال discovery پخش شد و در مورد اینکه آیا قمار ورزشی باید قانونی شود، بحث شد.